# چیلک سفلی
چیلک (چِلَک) سفلی، روستایی است از توابع بخش مرکزی شهرستان نوشهر در استان مازندران ایران.

## جمعیت
این روستا در دهستان بلده کجور قرار دارد و براساس سرشماری مرکز آمار ایران در سال ۱۳۸۵، جمعیت آن ۷۶۵ نفر (۱۹۷خانوار) بوده‌است. مردم چیلک سفلی از قومیت طبری هستند. مردم چیلک سفلی به زبان طبری با گویش کجوری سخن می‌گویند.